# Chert (roca)

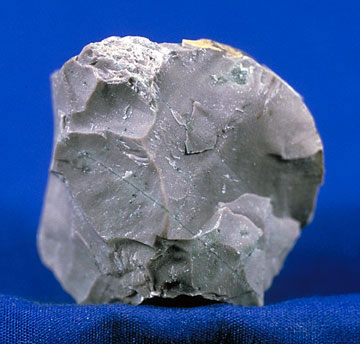
Chert.

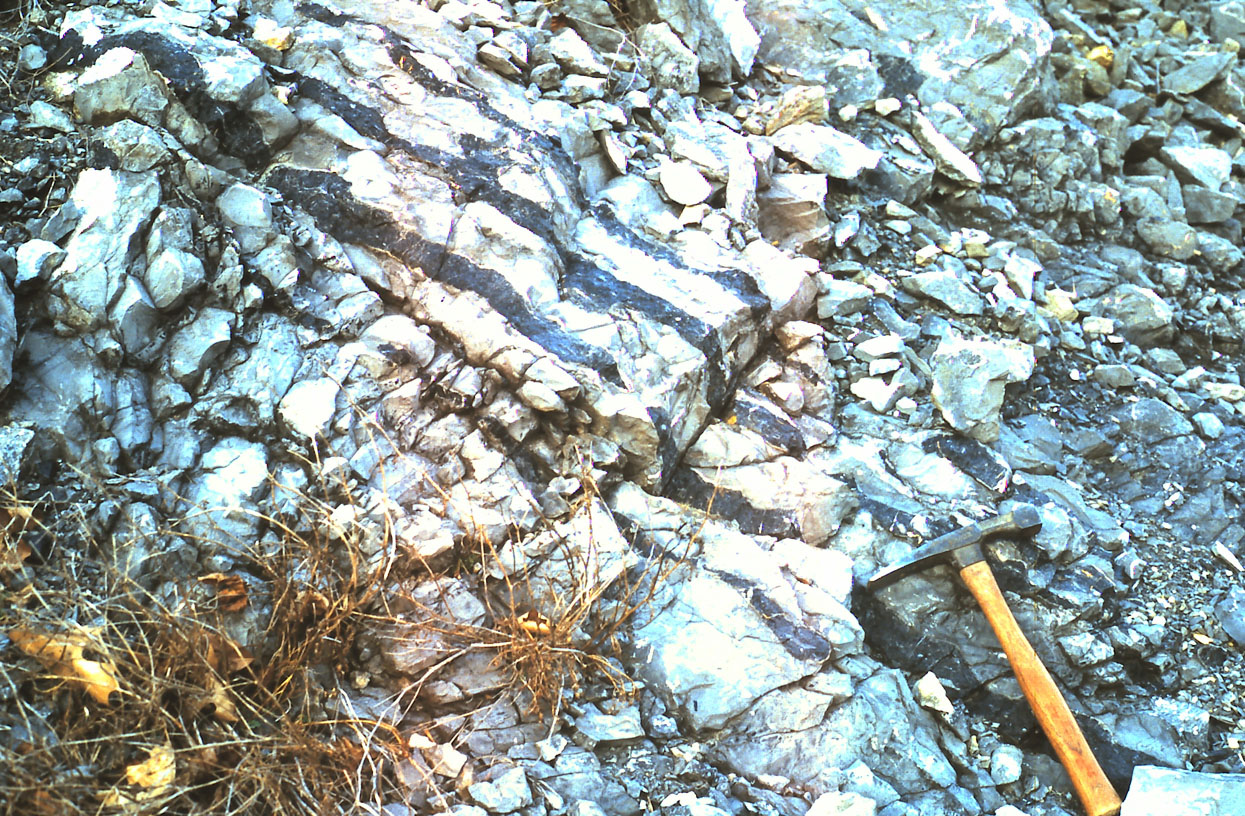
Chert (bandas negras) en estratos devónicos.

El chert es una roca sedimentaria rica en silíce de grano fino microcristalina, criptocristalina o microfibrosa que pueden contener pequeños fósiles. Tiene gran variedad de color (desde el blanco al negro), pero más a menudo se manifiesta en gris, verde claro, marrón, marrón grisáceo y rojo oxidado, su color es una expresión de las trazas de elementos presentes en la roca, y el rojo y el verde son los que más a menudo se relacionan con trazas de hierro (en sus formas oxidada y reducida respectivamente). 

## Diagénesis
El chert se produce como nódulos cuya forma varía de oval a irregular en formaciones de arena verde, piedra caliza, creta, y dolomía como un mineral de reemplazo, donde se forma como resultado de algún tipo de diagénesis. Cuando se crea en creta o marga, se le suele llamar sílex. También se produce en capas delgadas, cuando se trata de un depósito primario (como con muchos jaspes y radiolaritas). Lechos gruesos de chert se producen en profundidad en depósitos de geosinclinales. Entre estos cherts de lechos gruesos se incluye la novaculita de la montañas de Ouachita en Arkansas, Oklahoma, y similares en Tejas, todos ellos en los Estados Unidos. Las formaciones de hierro bandeado de época precámbrica están compuestos de capas alternas de chert y óxidos de hierro.
El chert también se produce en depósitos de diatomeas y se conoce como chert de diatomeas. El chert de diatomeas consiste en lechos y lentejones de diatomita que se convirtieron durante la diagénesis en chert denso y duro. Lechos de chert de diatomeas marinas que comprenden estratos de varios cientos de metros de espesor se han registrado en las secuencias sedimentarias como la Formación del Mioceno de Monterey de California y se presentan en rocas tan antiguas como del Cretácico.

## Terminología:chert, calcedonia y sílex
Existe mucha confusión acerca de los significados exactos y las diferencias entre los términos ‘chert’, ‘calcedonia’ y ‘sílex’ o pedernal (así como sus numerosas variedades). En petrología el término ‘chert’ se utiliza para referirse en general a todas las rocas compuestas principalmente por cuarzo microcristalino, criptocristalino y microfibroso. El término no incluye a la cuarcita. La calcedonia es una variedad de cuarzo microfibroso (microcristalino con una estructura fibrosa) pero no criptocristalino.
En sentido estricto, el término ‘sílex’ se reserva para las variedades de chert que se han desarrollado en creta y formaciones de margas o calizas. Entre los no geólogos (en particular entre los arqueólogos), la distinción entre sílex y chert es a menudo un tema de calidad, el chert es de menor calidad que el sílex. Este uso de la terminología es prevalente en América y es probablemente causado por los primeros inmigrantes que importaron los términos de Inglaterra, donde el sílex real (que se encontraba en formaciones de creta) era de hecho de una mejor calidad que el «chert común» (en formaciones de piedra caliza).
Entre los petrólogos, la calcedonia es a veces considerada por separado del chert debido a su estructura fibrosa. Dado que muchos cherts contienen tanto cuarzo microcristalino como microfibroso, a veces es difícil de clasificar una roca como completamente calcedonia, por tanto se incluye de forma general como una variedad de chert.